# Един Муйчин
Един Муйчин (босн. Edin Mujčin, нар. 14 січня 1970, Брод) — колишній боснійський футболіст, півзахисник.
Виступав, зокрема, за «Динамо» (Загреб), а також національну збірну Боснії і Герцеговини. Шестиразовий чемпіон Хорватії та чотириразовий володар Кубка Хорватії.

## Клубна кар'єра
У дорослому футболі дебютував 1986 року виступами у нижчих лігах Югославії за команду «Полет 1926» з рідного міста Брод.
Після початку Боснійської війни перебрався до Хорватії, де захищав кольори клубу «Марсонія».
На початку 1996 року перейшов до одного з грандів хорватського футболу — «Кроації» (Загреб), що з 1999 року змінив назву на «Динамо». Відіграв за «динамівців» наступні п'ять років своєї ігрової кар'єри. Більшість часу, проведеного у складі загребського «Динамо», був основним гравцем команди. За цей час п'ять разів виборював титул чемпіона Хорватії та тричі ставав володарем Кубка Хорватії.
У 2001 році він поїхав до Японії, щоб грати за «ДЖЕФ Юнайтед», де провів увесь сезон 2001 року і початок наступного, після чого повернувся до «Динамо» (Загреб) і провів в команді ще три роки. Протягом цих років додав до переліку своїх трофеїв ще один титул чемпіона Хорватії та знову став володарем Кубка Хорватії.
Влітку 2005 року перейшов у інший клуб вищого хорватського дивізіону «Камен Інград», де провів ще два сезони аж до вильоту команди за підсумками сезону . Після цього грав у третьому за рівні дивізіоні за клуби «Локомотива» та «Лучко».
У сезоні 2009/10 грав за аматорський клуб «Савскі Мароф» у чемпіонаті Загребської жупанії, а закінчив кар'єру по завершенні сезону 2010/11 у клубі «Зеліна».

## Виступи за збірні
8 червня 1997 року дебютував в офіційних матчах у складі національної збірної Боснії і Герцеговини в зустррічі відбіркового турніру чемпіонату світу 1998 року проти Данії (0:2). А 20 серпня того ж року він забив єдиний гол у команді. Загалом зіграв у 24 матчі і забив 1 гол.

## Статистика

### Клубна
| Чемпіонат | Чемпіонат          | Чемпіонат          | Ліга | Ліга                            | Кубок            | Кубок            | Кубок ліги      | Кубок ліги      | Всього | Всього |
| Сезон     | Клуб               | Ліга               | Ігри | Голи                            | Ігри             | Голи             | Ігри            | Голи            | Ігри   | Голи   |
| Хорватія  | Хорватія           | Хорватія           | Ліга | Ліга                            | Кубок Хорватії   | Кубок Хорватії   | Кубок Ліги      | Кубок Ліги      | Всього | Всього |
| --------- | ------------------ | ------------------ | ---- | ------------------------------- | ---------------- | ---------------- | --------------- | --------------- | ------ | ------ |
| 1994/95   | «Марсонія»         | Перша ліга         | 26   | 6                               |                  |                  |                 |                 | 26     | 6      |
| 1995/96   | «Марсонія»         | Перша ліга         | 17   | 0                               |                  |                  |                 |                 | 17     | 0      |
| 1995/96   | «Кроація» (Загреб) | Перша ліга         | 10   | 1                               |                  |                  |                 |                 | 10     | 1      |
| 1996/97   | «Кроація» (Загреб) | Перша ліга         | 21   | 5                               |                  |                  |                 |                 | 21     | 5      |
| 1997/98   | «Кроація» (Загреб) | Перша ліга         | 27   | 6                               |                  |                  |                 |                 | 27     | 6      |
| 1998/99   | «Кроація» (Загреб) | Перша ліга         | 27   | 10                              |                  |                  |                 |                 | 27     | 10     |
| 1999/00   | «Кроація» (Загреб) | Перша ліга         | 25   | 3                               |                  |                  |                 |                 | 25     | 3      |
| 2000/01   | «Динамо» (Загреб)  | Перша ліга         | 18   | 3                               |                  |                  |                 |                 | 18     | 3      |
| Японія    | Японія             | Японія             | Ліга | Ліга                            | Кубок Імператора | Кубок Імператора | Кубок Джей-ліги | Кубок Джей-ліги | Всього | Всього |
| 2001      | «ДЖЕФ Юнайтед»     | Джей-ліга          | 27   | 3                               | 1                | 1                | 5               | 0               | 33     | 4      |
| 2002      | «ДЖЕФ Юнайтед»     | Джей-ліга          | 6    | 0                               | 0                | 0                | 3               | 0               | 9      | 0      |
| Хорватія  | Хорватія           | Хорватія           | Ліга | Ліга                            | Кубок Хорватії   | Кубок Хорватії   | Кубок Ліги      | Кубок Ліги      | Всього | Всього |
| 2002/03   | «Динамо» (Загреб)  | Перша ліга         | 28   | 2                               |                  |                  |                 |                 | 28     | 2      |
| 2003/04   | «Динамо» (Загреб)  | Перша ліга         | 26   | 2                               |                  |                  |                 |                 | 26     | 2      |
| 2004/05   | «Динамо» (Загреб)  | Перша ліга         | 22   | 0                               |                  |                  |                 |                 | 22     | 0      |
| 2005/06   | «Камен Інград»     | Перша ліга         | 25   | 2                               |                  |                  |                 |                 | 25     | 2      |
| 2006/07   | «Камен Інград»     | Перша ліга         | 20   | 2                               |                  |                  |                 |                 | 20     | 2      |
| 2007/08   | «Локомотива»       | Третя ліга         | 30   | 3                               |                  |                  |                 |                 | 30     | 3      |
| 2008/09   | «Лучко»            | Третя ліга         | 27   | 1                               |                  |                  |                 |                 | 27     | 1      |
| 2009/10   | «Савскі Мароф»     | Перша ліга Загребу | ?    | ?                               |                  |                  |                 |                 | ?      | ?      |
| 2010/11   | «Зеліна»           | Третя ліга         | 29   | 4                               |                  |                  |                 |                 | 29     | 4      |
| Країна    | Хорватія           | Хорватія           | 292  | 42\|\|\|\|\|\|\|\|\|\|292\|\|42 |                  |                  |                 |                 |        |        |
| Країна    | Японія             | Японія             | 33   | 3                               | 1                | 1                | 8               | 0               | 42     | 4      |
| Всього    | Всього             | Всього             | 325  | 45                              | 1                | 1                | 8               | 0               | 334    | 46     |

### Збірна
| Збірна Боснії і Герцеговини | Збірна Боснії і Герцеговини | Збірна Боснії і Герцеговини |
| Роки                        | Ігри                        | Голи                        |
| --------------------------- | --------------------------- | --------------------------- |
| 1997                        | 4                           | 1                           |
| 1998                        | 5                           | 0                           |
| 1999                        | 6                           | 0                           |
| 2000                        | 3                           | 0                           |
| 2001                        | 4                           | 0                           |
| 2002                        | 2                           | 0                           |
| Всього                      | 24                          | 1                           |

## Титули і досягнення
- Чемпіон Хорватії (6):

«Динамо» (Загреб): 1995/96, 1996/97, 1997/98, 1998/99, 1999/00, 2002/03
- Володар Кубка Хорватії (5):

«Динамо» (Загреб): 1995/96, 1996/97, 1997/98, 2003/04
- Володар Суперкубка Хорватії (2):

«Динамо» (Загреб): 2002, 2003